# Aleksander Bandrowski
Aleksander Sas-Bandrowski ps. „Barski”, „Brandt” (ur. 22 kwietnia 1860 w Lubaczowie, zm. 28 maja 1913 w Krakowie) – polski tenor operowy, librecista, tłumacz, aktor prowincjonalny w Galicji.

## Życiorys

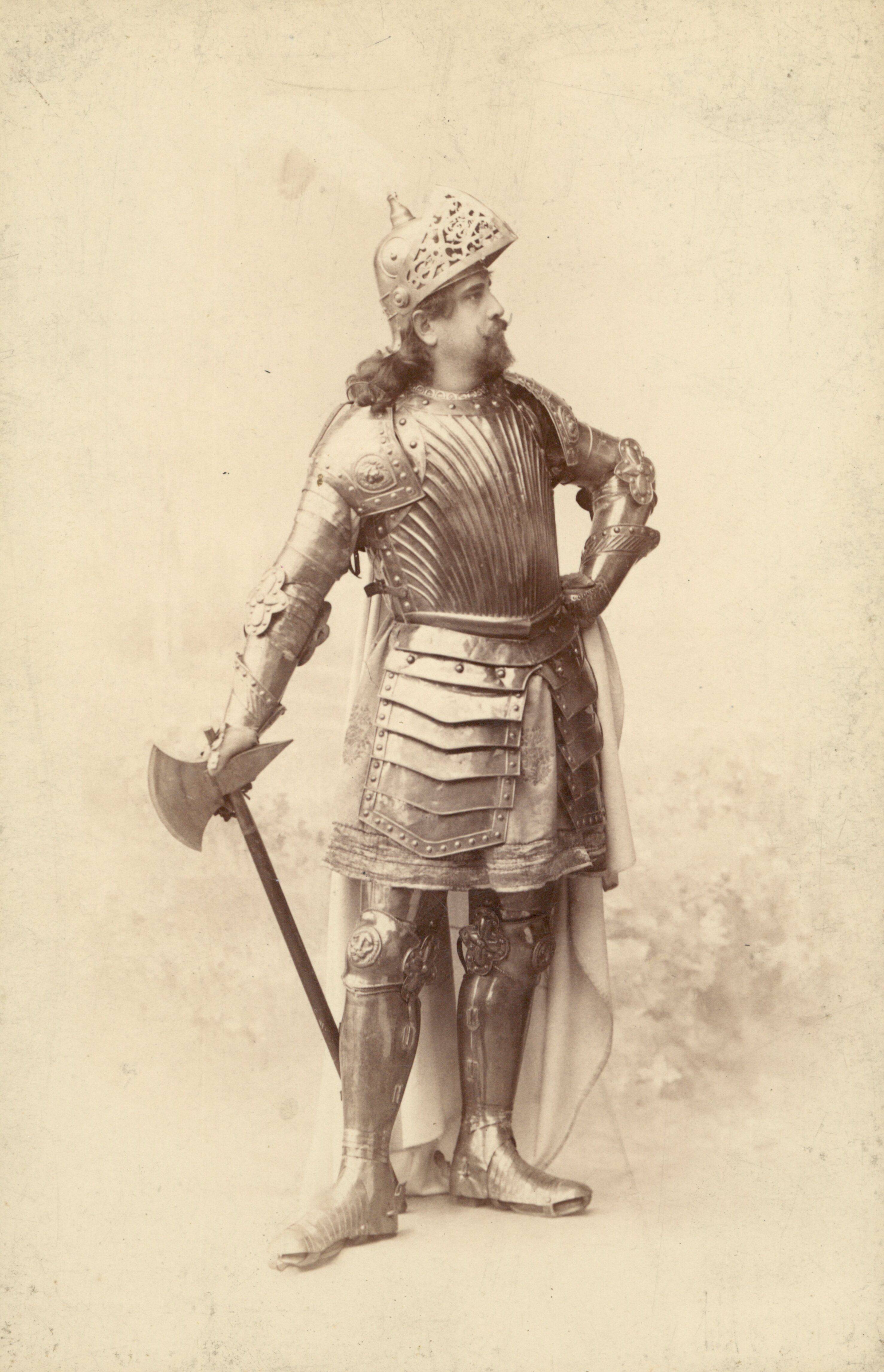
Aleksander Bandrowski w kreacji scenicznej, około 1890 r.

Był synem Mariana Bandrowskiego (urzędnika galicyjskiego) i Wilhelminy Ambros von Rechtenberg, bratem Juliusza Bandrowskiego, stryjem Juliusza Kadena-Bandrowskiego i Bronisława Bandrowskiego.
Ukończył w Krakowie gimnazjum i prawo na Uniwersytecie Jagiellońskim. Jako aktor prowincjonalny debiutował w teatrze Edwarda Webersfelda w Tarnowie (w 1876), następnie we Lwowie (wówczas jeszcze jako baryton). W 1881 wystąpił w teatrze krakowskim. Później grał i śpiewał m.in. W Łodzi, Poznaniu, we Lwowie – w repertuarze operetkowym.
W 1882 za granicą. Najpierw studiował w Mediolanie, następnie w Wiedniu, studiował śpiew u Sangiovanniego i Salviego. Od tego momentu występował już w poważnym repertuarze operowym. Jako tenor występował w teatrach niemieckich i w Pradze. Od 1883 w teatrze lwowskim – m.in. w partii Fausta („Faust”) i Edgara („Łucja z Lammermoor”). Od następnego w roku w Warszawskich Teatrach Rządowych (w Warszawie występował w latach 1884-1907 z przerwami na wyjazdy). Od 1886 kilkakrotnie tournee zagraniczne, odwiedzając m. in: Berlin, Linz, Kolonię, Mediolan (Teatro alla Scala), Rotterdam, Amsterdam, Nowy Jork (Metropolitan Opera).
W 1905 ubiegał się o dyrekcję teatru krakowskiego (bez powodzenia). Ostatni raz wystąpił w 1910. W latach 1908–1909 był profesorem śpiewu w Konserwatorium muzycznym w Krakowie i Instytucie Muzycznym.
Został pochowany na cmentarzu Rakowickim w Krakowie.

## Twórczość
Popularyzował utwory Wagnera w Polsce śpiewając w nich główne partie oraz tłumacząc ich libretta na język polski.
Pisał i przekładał libretta operowe i sztuki teatralne (wybór):
- Bolesław Śmiały, dramat w 3 aktach, [sztuka], muzyka Ludomir Różycki, Kraków 1909
- Bolesław Śmiały, libretto, op. 20, Ludomir Różycki, wg A. Bandrowskiego, Lwów, Altenberg 1910 i Leipzig: C. G. Roder.
- Śpiewacy norymberscy. Opera w 3 aktach, Richard Wagner, przekład polski A. Bandrowski, Kraków 1903
- Pierścień Nibelunga, Richard Wagner, przekł. pol. A. Bandrowski, Kraków 1908
- Stara baśń. Opera w 4 aktach, Władysław Żeleński, słowa A. Bandrowski, Kraków, nakł. składu nut A. Krzyżanowskiego, 1910, Wiedeń: Drukarnia nut Josepha Eberle, 1910
- Zgasły już…. Scena dramatyczna na jeden głos z towarzyszeniem fortepianu, op. 26, no. 1, Feliks Nowowiejski, słowa A. Bandrowski, Warszawa – Leipzig, 1912
- Samson i Dalila. Opera w 3 aktach i 4 obrazach, Ferdynand Lemair, Camille Saint-Saëns, przekł. polski A. Bandrowski, Kraków 1906
- Aleksander Bandrowski, Rozbiór tematyczny Ryszarda Wagnera trylogii z prologiem „Pierścień Nibelunga” z analizą motywów przewodnich ilustrowaną przykładami, Lwów 1907 (kilka wydań)
- Manru, Ignacy Jan Paderewski, libretto A. Bandrowski, Kijów 1902

Był również autorem libretta „Pan Twardowski” (1911) oraz zaginionego dramatu „Szwedzi”.